# 북마케도니아의 역사
이 문서는 북마케도니아의 역사를 기술한다.

## 고대
고대에 현재 북마케도니아인 대부분의 영토는 파이오니아 왕국에 포함되었는데, 파이오니아인은 트라키아 출신 민족이었지만 고대 일리리아의 일부도 살았다. 고대 마케도니아인은 남쪽 지역에 거주했으며 다른 많은 부족과 다르다. 이들 지역에는 고정된 경계가 없었다. 때로는 마케도니아 왕의 지배를 받기도 했고 때로는 분리되기도 했다.